# To Pimp a Butterfly
To Pimp a Butterfly is het derde studioalbum van de Amerikaanse rapper Kendrick Lamar. Het album kwam uit op 16 maart 2015 via Top Dawg Entertainment (TDE), Aftermath Entertainment en Interscope Records.

## Achtergrond
Kendrick Lamar liet voor het eerst plannen voor een nieuw album doorschemeren tijdens een interview met Billboard op 28 februari 2014, waarin hij sprak over een album met invloeden uit de funk, spoken word en jazz.
In een interview met Rolling Stone stelde Kendrick dat het de titel van het album een variatie was op de titel van Harper Lee's novel To Kill a Mockingbird. Oorspronkelijk zou de titel van het album "To Pimp A Caterpillar" worden; afgekort zou dit 2PAC zijn.

## Uitgave en promotie
Op 10 maart 2015 kondigde Lamar de titel en de albumcover van het album aan: To Pimp a Butterfly en twee dagen later werd de officiële tracklist bevestigd.
Op 15 maart 2015 kwam het album acht dagen te vroeg uit in de iTunes Store. Volgens de CEO van TDE, Anthony Tiffith, was de vervroegde uitgave een vergissing en fout van Interscope. De dag na de uitgave werd de download optie alsnog van het album op iTunes verwijderd en werd de uitgiftedatum weer bijgesteld naar 23 maart.

## Singles
Op 23 september 2014 bood Lamar de single "i" als digitale download aan. Op 15 november 2014 was hij te gast bij Saturday Night Live, waar hij met de verlengde versie van "i" optrad – de versie die uiteindelijk op het album zou verschijnen.
Op 9 februari 2015 bracht Kendrick Lamar zijn single "The Blacker the Berry" uit.

## Tracklist
| 1.                 | Wesley's Theory (met George Clinton en Thundercat)            | Kendrick Lamar Duckworth, George Clinton, Steven Ellison, Ronald Colson, Stephen Bruner, Boris Gardiner                               | Flying Lotus, Ronald "Flippa" Colson, Sounwave, Thundercat | 4:47  |
| 2.                 | For Free? (Interlude)                                         | K. Duckworth, Terrace Martin, R. McKinney                                                                                             | Terrace Martin                                             | 2:10  |
| 3.                 | King Kunta                                                    | K. Duckworth, S. Bruner, Johnny Burns, Michael Jackson, Ahmad Lewis, Stefan Gordy                                                     | Sounwave, Terrace Martin                                   | 3:54  |
| 4.                 | Institutionalized (met Bilal, Anna Wise en Snoop Dogg)        | K. Duckworth, Columbus Smith, Frederik Halldin, Sam Barsh, Itzik Bensoli                                                              | Itzik Bensoli                                              | 4:31  |
| 5.                 | These Walls (met Bilal, Anna Wise en Thundercat)              | K. Duckworth, T. Martin, Larrance Dopson, James Fauntleroy, R. McKinney                                                               | Terrace Martin, Larrance Dopson, Sounwave                  | 5:00  |
| 6.                 | u                                                             | K. Duckworth, Taz Arnold, Michael Brown                                                                                               | Taz Arnold AKA Ti$A, Whoarei, Sounwave                     | 4:28  |
| 7.                 | Alright                                                       | K. Duckworth, Pharrell Williams, Mark Spears                                                                                          | Pharrell Williams, Sounwave                                | 3:39  |
| 8.                 | For Sale? (Interlude)                                         | K. Duckworth, T. Arnold | Taz Arnold AKA Ti$A, Sounwave, Terrace Martin              | 4:51  |
| 9.                 | Momma                                                         | K. Duckworth, Glen Boothe, T. Arnold, Sylvester Stewart, Lalah Hathaway, Rahsaan Patterson, Rex Rideout                               | Knxwledge, Taz Arnold AKA Ti$A                             | 4:43  |
| 10.                | Hood Politics                                                 | K. Duckworth, Donte Perkins, M. Spears, S. Bruner, Sufjan Stevens                                                                     | Tae Beast, Sounwave, Thundercat                            | 4:52  |
| 11.                | How Much a Dollar Cost (met James Fauntleroy en Ronald Isley) | K. Duckworth, T. Martin, Josef Leimberg, R. McKinney, J. Fauntleroy, Ronald Isley                                                     | LoveDragon                                                 | 4:21  |
| 12.                | Complexion (A Zulu Love) (met Rapsody)                        | K. Duckworth, S. Bruner, M. Spears, Marlanna Evans                                                                                    | Thundercat, Sounwave, Terrace Martin, Antydote             | 4:23  |
| 13.                | The Blacker the Berry                                         | K. Duckworth, Matthew Jehu Samuels, Stephen Kozmeniuk, K. Lewis, Brent Kolatalo, Jefferey Campbell, Alexander Izquierdo, Zale Epstein | Boi-1da, KOZ, Terrace Martin                               | 5:28  |
| 14.                | You Ain't Gotta Lie (Momma Said)                              | K. Duckworth, T. Martin, R. McKinney, J. Leimberg, M. Spears                                                                          | LoveDragon                                                 | 4:01  |
| 15.                | i                                                             | K. Duckworth, Columbus Smith, R. Isley, O'Kelly Isley, Ernie Isley, Marvin Isley, Rudolph Isley, Christopher Jasper                   | Rahki                                                      | 5:36  |
| 16.                | Mortal Man                                                    | K. Duckworth, M. Spears, S. Bruner, Fela Anikulapo                                                                                    | Sounwave                                                   | 12:07 |
| Totale duur: 78:51 |                                                               | |                                                            |       |

Sample credits
- "Wesley's Theory" bevat elementen van "Every Nigger Is a Star", geschreven en uitgevoerd door Boris Gardiner.
- "King Kunta" interpoleert "Get Nekkid", geschreven door Johnny Burns, uitgevoerd door Mausberg; nagezongen van "Smooth Criminal", geschreven en uitgevoerd door Michael Jackson; elementen van "The Payback", geschreven door James Brown, Fred Wesley and John Starks, uitgevoerd door James Brown; en samples van "We Want the Funk", geschreven door Ahmad Lewis, uitgevoerd door Ahmad.
- "Momma" bevat elementen van "On Your Own", geschreven en uitgevoerd door Lalah Hathaway, evenals "Computer Love", geschreven en uitgevoerd door Zapp and Roger.
- "Hood Politics" bevat een sample van "All for Myself", geschreven en uitgevoerd door Sufjan Stevens.
- "i" bevat een sample van "That Lady", geschreven door Ronald Isle, O'Kelly Isley, Ernie Isley, Marvin Isley, Rudolph Isley, and Christopher Jasper, uitgevoerd door The Isley Brothers.
- "Mortal Man" bevat uittreksels van "I No Get Eye for Back", geschreven door Fela Anikulapo, uitgevoerd door Houston Person; en een sample van muziekjournalist Mats Nileskar's interview uit november 1994 met Tupac Shakur voor de P3 Soul Broadcasting Corporation.